# Prismatoid
Ein Prismatoid ist ein geometrischer Körper. Es handelt sich um ein Polyeder mit parallelen Polygonen als Grund- und Deckfläche sowie Dreiecken, Trapezen oder Parallelogramme als Seitenflächen. Im Unterschied zum Prisma müssen Grund- und Deckfläche weder kongruent sein noch die gleiche Eckenzahl besitzen. Ein Prismatoid, bei dem Grund- und Deckflächen Polygone gleicher Eckenzahl sind und dessen Seitenflächen nur aus Trapezen und Parallelogrammen bestehen, wird auch als Prismoid bezeichnet.
Das Volumen {\displaystyle V} eines Prismatoids lässt sich nach der Formel
{\displaystyle V={\frac {h}{6}}(A_{G}+4A_{S}+A_{D})}
berechnen. Dabei sind {\displaystyle A_{G}} die Grundfläche, {\displaystyle A_{S}} die Fläche bei mittlerer Höhe, {\displaystyle A_{D}} die Dachfläche und {\displaystyle h} die Höhe.
Dies ist eine der berühmtesten und universellsten Volumenformeln. Zu Ehren ihres Entdeckers Johannes Kepler heißt sie Keplersche Fassregel.
Zu den Prismatoiden zählen:

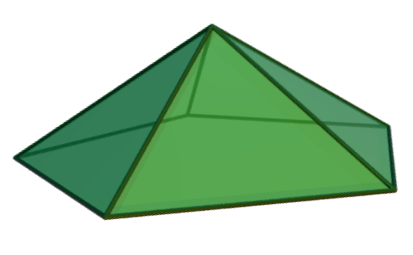
Pyramiden
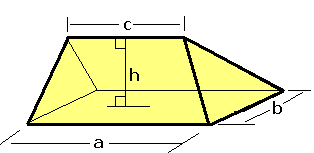
Keile
Parallelepipede
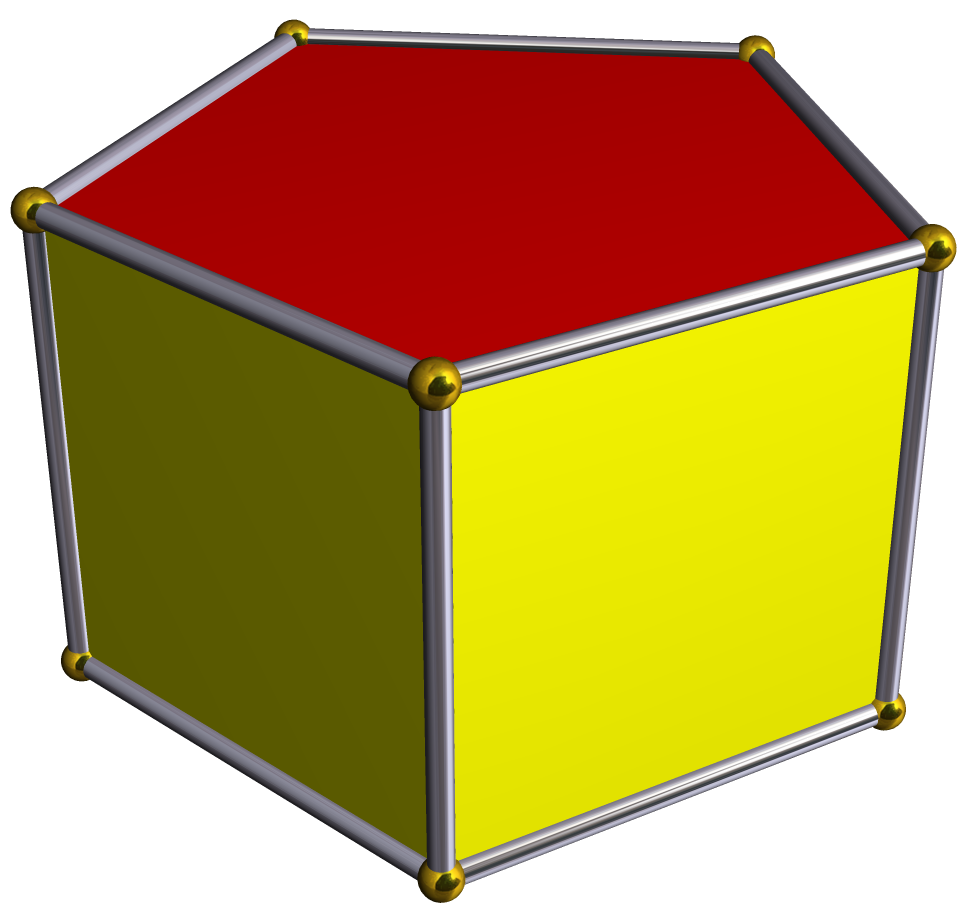
Prismen
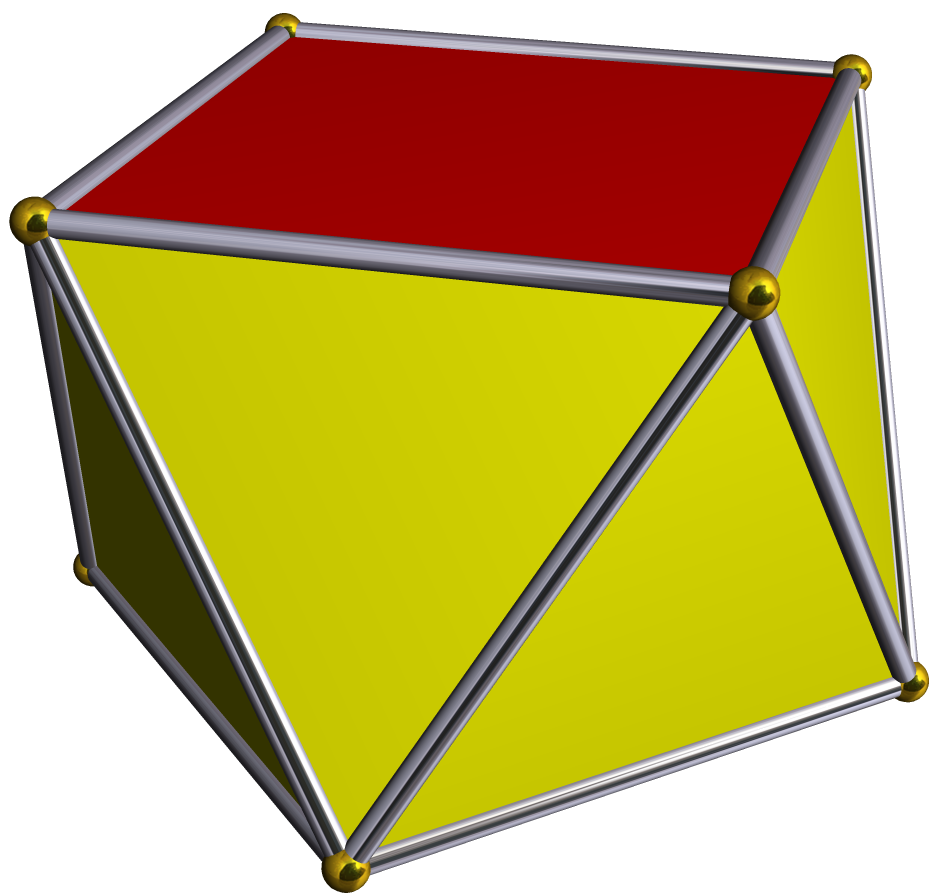
Antiprismen
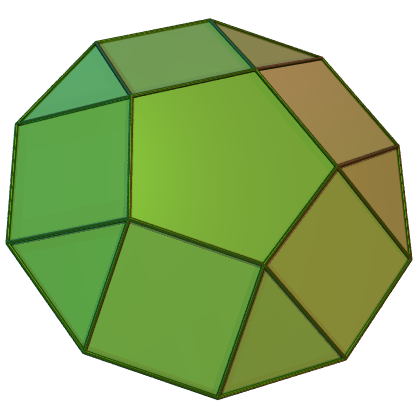
Kuppeln
Pyramidenstümpfe
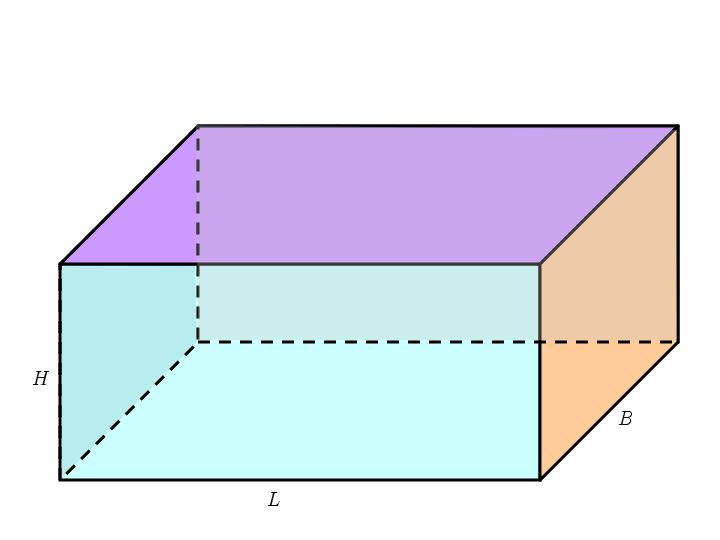
Quader

Kein Prismatoid im eigentlichen Sinne der Definition ist das Scutoid, da es aufgrund gekrümmter Begrenzungsflächen kein Polyeder ist.